# 牛塘龙窑遗址
31°23′47″N 120°04′01″E / 31.39638°N 120.06685°E
牛塘龙窑遗址，又称牛塘窑，位于中华人民共和国江苏省无锡市滨湖区马山街道和平村，是一处古建筑遗址、无锡市文物保护单位。

## 特点
牛塘龙窑遗址牛塘村西南。1979年11月，无锡市博物馆在考察马迹山时发现此遗址。1980年11月试挖掘。窑建于禾山北坡，长18.5米，底宽3.5米，富底倾斜为20度，属斜坡式龙富结构。底部为粘土，面铺为黄砂。窑壁用土坯垒筑面成，已烧至坚硬红褐色，内壁烧结面上凝有厚重的褐绿色窑汗。窑顶坍毁，窑床残留窑具。出土器物表明该窑曾同时烧制灰陶器、印纹陶器。特征与浙江上虞、余姚等地东汉窑址基本相同，是无锡首次发现的东汉古窑遗址。2003年，无锡市人民政府公布其为无锡市文物保护单位。